# 全家有智慧
《全家有智慧》，是公視台語台於2019年播出的益智節目，亦為公視台語台的開台節目之一，三鳳製作製作，主持人為林美秀、阿松。

## 播出時間
| 頻道       | 所在地 | 播出日期                      | 播出時間                  | 備註         |
| ---------- | ------ | ----------------------------- | ------------------------- | ------------ |
| 公視台語台 | 臺灣   | 2019年7月1日－2019年10月10日  | 每週一至週四20:00 - 21:00 | 第一季       |
| 公視台語台 | 臺灣   | 2020年1月24日－2020年1月26日  | 每週五至週日20:00 - 21:00 | 第二季       |
| 公視台語台 | 臺灣   | 2020年1月27日－2020年3月24日  | 每週一至週三20:00 - 21:00 | 第二季       |
| 公視台語台 | 臺灣   | 2020年8月3日－2020年12月16日  | 每週一至週三20:00 - 21:00 | 第三季       |
| 公視台語台 | 臺灣   | 2021年10月4日－2022年2月14日  | 每週一至週三20:00 - 21:00 | 第四季       |
| 公視台語台 | 臺灣   | 2022年1月31日－2022年2月4日   | 每週一至週五20:00 - 21:00 | 春節特別節目 |
| 公視台語台 | 臺灣   | 2022年10月17日－2023年2月15日 | 每週一至週三20:00 - 21:00 | 第五季       |
| 公視台語台 | 臺灣   | 2023年1月23日－2023年1月25日  | 每週一至週三20:00 - 21:00 | 春節特別節目 |
| 公視台語台 | 臺灣   | 2023年8月28日－2023年12月27日 | 每週一至週三20:00 - 21:00 | 第六季       |
| 公視台語台 | 臺灣   | 2024年9月9日－2025年1月29日   | 每週一至週三20:00 - 21:00 | 第七季       |
| 公視台語台 | 臺灣   | 2025年1月30日                 | 週四20:00 - 21:00         | 第七季       |
| 公視台語台 | 臺灣   | 2025年8月4日－                | 每週一至週三20:00 - 21:00 | 第八季       |

## 獎項
| 年度   | 大獎         | 獎項             | 入圍者     | 結果 |
| ------ | ------------ | ---------------- | ---------- | ---- |
| 2020年 | 第55屆金鐘獎 | 節目創新獎       | 全家有智慧 | 提名 |
| 2020年 | 第55屆金鐘獎 | 益智及實境節目獎 | 全家有智慧 | 提名 |

## 外部連結
- 全家有智慧 臉書粉絲專頁 （页面存档备份，存于）
- 全家有智慧 公視+線上收看 （页面存档备份，存于）
- 全家有智慧的Instagram帳戶